# 부산고등수산학교
부산고등수산학교는 1941년 부산에 설치된 4년제 구제관립전문학교로서 1944년 부산수산전문학교로 개칭하였다. 
비수도권 최초의 관립고등교육기관이자 부울경 최초의 고등교육기관으로서 
1946년 5월 15일 부산수산전문학교를 기반으로 인문학부를 병설하여 2개의 단과대로 구성된 
종합대인 국립 부산대학교가 설립되면서 수산학부가 되었다. 
이후 수산과대학으로 변경되었다가 1947년 다시 단과대인 부산대학(인문)과 부산수산대학으로 상호 분리하였다. 
5.16 쿠데타 후인 1961년 9월 다시 종합대였던 부산대와 통합하였다가 1964년 재분리 하였다.
1990년 종합대학교로 승격하였고 1996년 부산공업대학교와 통합하여 부경대학교가 되었다. 